# 얀 기유

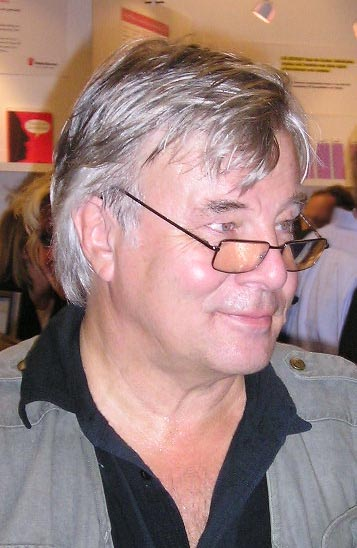
얀 기유

얀 기유(Jan Guillou, 1944년 1월 17일 ~ )는 스웨덴의 작가이자 언론인이다.